# Négrondes
Négrondes település Franciaországban, Dordogne megyében. Lakosainak száma 782 fő (2022. január 1.). Négrondes Vaunac, Sorges-et-Ligueux-en-Périgord, Corgnac-sur-l’Isle, Lempzours, Saint-Jory-las-Bloux és Saint-Front-d’Alemps községekkel határos.

## Népesség
A település népességének változása:
| Lakosok száma | 603  | 578  | 664  | 782  | 833  | 850  | 815  | 797  | 792  | 782  |
|               | 1968 | 1982 | 1990 | 2006 | 2013 | 2015 | 2017 | 2019 | 2020 | 2022 |